# Dysmachus cristatus
Dysmachus cristatus là một loài ruồi trong họ Asilidae. Dysmachus cristatus được Wiedemann miêu tả năm 1820.